# Cinque Nazioni 1957
Il Cinque Nazioni 1957 (in inglese 1957 Five Nations Championship; in francese Tournoi des Cinq Nations 1957; in gallese Pencampwriaeth y Pum Gwlad 1957) fu la 28ª edizione del torneo annuale di rugby a 15 tra le squadre nazionali di Francia, Galles, Inghilterra, Irlanda e Scozia, nonché la 63ª in assoluto considerando anche le edizioni dell'Home Nations Championship.
Fu l'Inghilterra ad aggiudicarsi il torneo per la quarta volta nel dopoguerra, ventitreesima complessiva e addirittura la prima con il Grande Slam dal 1928; il coronamento di tale campagna trionfale avvenne nell'ultima sua partita, in cui, battendo la Scozia, assommò allo Slam anche la Triple Crown e la settima Calcutta Cup a seguire.
La Francia, due volte campione nelle precedenti tre edizioni di torneo, terminò la competizione con quattro sconfitte in altrettanti incontri e il simbolico riconoscimento negativo del whitewash.
Il valore delle marcature, come stabilito dall’IRFB nel 1948, era: 3 punti per ciascuna meta (5 se trasformata), 3 punti per la realizzazione di ciascun calcio piazzato, mark o drop.

## Nazionali partecipanti e sedi
| Squadra     | Città     | Impianto interno      |
| ----------- | --------- | --------------------- |
| Francia     | Colombes  | Stadio Yves du Manoir |
| Galles      | Cardiff   | Arms Park             |
| Inghilterra | Londra    | Twickenham            |
| Irlanda     | Dublino   | Lansdowne Road        |
| Scozia      | Edimburgo | Murrayfield           |

## Risultati
| Arbitro: | Leslie Boundy |

|  |      |          |
|  | c.p. | Scotland |

| Arbitro: | Sandy Dickie |

|  |      |         |
|  | c.p. | Allison |

| Arbitro: | Leslie Bundy |

|             |      |             |
| Brophy Kyle | mt   |             |
| Pedlow      | tr   |             |
| Pedlow      | c.p. | Vannier (2) |

| Arbitro: | Ray Williams |

|          |      |           |
| A. Smith | mt   | R. Davies |
| Scotland | c.p. | T. Davies |
| Dorward  | drop |           |

| Arbitro: | Sandy Dickie |

|  |      |         |
|  | mt   | Jackson |
|  | c.p. | Challis |

| Arbitro: | Ray Williams |

|                      |    |         |
| E. Evans Jackson (2) | mt | Darrouy |
|                      | tr | Vannier |

| Arbitro: | Leslie Bundy |

|          |      |            |
|          | mt   | O'Sullivan |
|          | tr   | Berkery    |
| Scotland | c.p. |            |

| Arbitro: | Sandy Taylor |

|               |      |          |
|               | mt   | Kavanagh |
|               | tr   | Pedlow   |
| T. Davies (2) | c.p. |          |

| Arbitro: | Bobby Mitchell |

|                            |      |          |
| P. Davies Higgins Thompson | mt   |          |
| Challis (2)                | tr   |          |
| Challis                    | c.p. | Scotland |

| Arbitro: | Peter Cooper |

|                     |      |                                       |
| Dupuy M. Prat Sanac | mt   | Faull G. Howells Br. Meredith Prosser |
| Bouquet (2)         | tr   | T. Davies (2)                         |
|                     | c.p. | T. Davies                             |

## Classifica
| Pos | Squadra     | G | V | N | P | PF | PS | DP  | Pt |
| --- | ----------- | - | - | - | - | -- | -- | --- | -- |
| 1   | Inghilterra | 4 | 4 | 0 | 0 | 45 | 20 | +25 | 8  |
| 2   | Galles      | 4 | 2 | 0 | 2 | 23 | 28 | −5  | 4  |
| 3   | Irlanda     | 4 | 2 | 0 | 2 | 31 | 34 | −3  | 4  |
| 4   | Scozia      | 4 | 2 | 0 | 2 | 33 | 47 | −14 | 4  |
| 5   | Francia     | 4 | 0 | 0 | 4 | 31 | 34 | −3  | 0  |